# Lukáš Hrádecký
Lukáš Hrádecký (Bratislava, 24 de novembro de 1989) é um futebolista profissional finlandês nascido na Tchecoslováquia que atua como goleiro. Atualmente, está no Monaco.

## Carreira
Lukáš começou a carreira no TPS. Depois, passou pelo Esbjerg e pelo Brøndby. Foi para o Eintracht Frankfurt em 2015, quando foi comprado por dois milhões e meio de euros.
Hrádecký foi convocado para a disputa da Eurocopa de 2020 pela Seleção Finlandesa. Ele foi titular nas três partidas disputadas pela Finlândia. 

## Títulos
Eintracht Frankfurt
- Copa da Alemanha: 2017–18

Bayer Leverkusen
- Bundesliga: 2023–24
- Copa da Alemanha: 2023–24
- Supercopa da Alemanha: 2024

### Prêmios individuais
- Futebolista Finlandês do Ano: 2016, 2017, 2018